# Filtre à capacités commutées
Pour les articles homonymes, voir filtre.
Les filtres à capacités commutées sont des filtres électroniques utilisant des circuits à capacités commutées à la place de résistances. En effet, le remplacement des résistances par des capacités commutées permet une meilleure intégration des filtres, les résistances occupant une place prépondérante dans les circuits intégrés.

## Principe
La réalisation des filtres à capacités commutées est basée essentiellement sur des structures du premier et du second ordre. En effet grâce à de telles structures, des filtres d'ordre supérieur peuvent être réalisés en utilisant le principe de la synthèse en cascade.
Ce principe consiste à mettre en « cascade » des filtres du premier et du second ordre pour réaliser un filtre d'ordre supérieur.

### Filtres à capacités commutées du premier ordre
Les filtres du premier ordre à capacités commutées sont déduits facilement de leurs homologues résistifs en remplaçant les résistances des filtres par des circuits à capacités commutées.

### Filtres à capacités commutées du second ordre
La réalisation des filtres à capacités commutées du second ordre est plus complexe à mettre en œuvre que la méthode décrite précédemment. Celle-ci conduirait à des structures complexes à mettre en œuvre et dont les aires d'occupations des capacités conduiraient en une approche non optimale. C'est pourquoi la méthode basée sur les graphes opérationnels est préférable.
Pour cela, on part de la fonction de transfert du biquad suivante :
- {\displaystyle H(p)={\frac {V_{o}(p)}{V_{i}(p)}}=-{\frac {k_{2}p^{2}+k_{1}p+k_{0}}{p^{2}+{\frac {\omega _{0}}{Q}}p+\omega _{0}^{2}}}}

Cette équation peut se réécrire sous la forme suivante :
- {\displaystyle V_{o}(p)=-\left(k_{2}+{\frac {k_{1}}{p}}+{\frac {k_{0}}{p^{2}}}\right)V_{i}(p)-\left({\frac {\omega _{0}}{Qp}}+{\frac {\omega _{0}^{2}}{p^{2}}}\right)V_{o}(p)}

En posant :
- {\displaystyle V(p)={\frac {1}{p}}\left({\frac {k_{0}}{\omega _{0}}}V_{i}(p)+\omega _{0}V_{o}(p)\right)}

La relation précédente devient alors :
- {\displaystyle V_{o}(p)=-{\frac {1}{p}}\left(\left(k_{1}+k_{2}p\right)V_{i}(p)+{\frac {\omega _{0}}{Q}}V_{o}(p)+\omega _{0}V(p)\right)}

Elle peut être traduite par le graphe opérationnel en p de la figure ci-dessus :
- Insérer image

Le graphe opérationnel en p, permet de déduire le schéma électrique du biquad :
- Insérer image

## Avantages et inconvénients
Un filtre à capacités commutées permet la réalisation de filtres d’ordre élevé sans comporter de résistances et capacités externes, de plus sa fréquence de coupure est ajustable, elle est proportionnelle à l’horloge de commutation. Cependant, un filtre à capacités commutées effectue un échantillonnage du signal il peut donc créer un repliement de spectre. Il ajoute aussi au signal un parasite à la fréquence de l’horloge utilisée pour la commutation.

## Applications
Le filtre à capacité commuté comporte un condensateur, celui agit comme une résistance variable. Il se charge puis se décharge.